# テーサバーンタンボン・チャイプラーカーン
チャイプラカン町 (ไชยปราการ) は、タイのチェンマイ県チャイプラカン郡に位置する自治体です。この地域は歴史と文化が豊かであり、総面積は49.13平方キロメートルです。チャイプラカン町には複数の村が含まれており、自然や文化の観光名所がたくさんあります。また、チェンマイ市から127キロメートルの距離にあります。

## 歴史
1999年5月25日にチャイプラカン地区として設立されました。そして1999年9月22日に6級自治体に格上げされ、現在に至るまで中規模の自治体として位置付けられています。
1933年の「シャム王国行政管理法」が施行された後、チャイプラカン町は5.85平方キロメートルの面積を持つ自治体として管理されていました。しかし、1969年12月26日に発表された王令により、市の境界が拡大され、元の5.85平方キロメートルから18.26平方キロメートルに増加しました。この変更は1969年12月30日に官報第86巻第117号に掲載されました。
2004年9月6日、内務省の発表により、ポン・タム地区自治体がチャイプラカン町と統合されました。これにより、チャイプラカン町の管轄面積は49.13平方キロメートルに増加しました。